# Provencal
Provencal es una villa ubicada en la parroquia de Natchitoches en el estado estadounidense de Luisiana. En el Censo de 2010 tenía una población de 611 habitantes y una densidad poblacional de 95,86 personas por km².

## Geografía
Provencal se encuentra ubicada en las coordenadas 31°39′17″N 93°12′0″O / 31.65472, -93.20000. Según la Oficina del Censo de los Estados Unidos, Provencal tiene una superficie total de 6.37 km², de la cual 6.36 km² corresponden a tierra firme y (0.24%) 0.02 km² es agua.

## Demografía
Según el censo de 2010, había 611 personas residiendo en Provencal. La densidad de población era de 95,86 hab./km². De los 611 habitantes, Provencal estaba compuesto por el 94.11% blancos, el 1.96% eran afroamericanos, el 0.82% eran amerindios, el 0% eran asiáticos, el 0% eran isleños del Pacífico, el 0.16% eran de otras razas y el 2.95% pertenecían a dos o más razas. Del total de la población el 0.33% eran hispanos o latinos de cualquier raza.